# Bataille d'Iéna
Pour les articles homonymes, voir Iéna (homonymie).
Quatrième Coalition
Batailles
- Cap-Vert (navale)
- San Domingo (navale)
- Río de la Plata
- Pornichet (navale)

- Raguse
- Castel-Nuovo

Campagne de Prusse (1806)
- Schleiz
- Saalfeld
- Auerstaedt
- Iéna
- Halle
- Magdebourg
- Stettin
- Lübeck
- Glogau
- Golymin
- Pułtusk
- Stralsund

Campagne de Pologne (1807)
- Eylau
- Ostrołęka
- Colberg
- Dantzig
- Guttstadt
- Heilsberg
- Friedland

La bataille d'Iéna est une bataille qui oppose la France à la Prusse le 14 octobre 1806 à Iéna (Allemagne, actuel Land de Thuringe). Elle a lieu en parallèle de la bataille d'Auerstaedt, dans le cadre de la campagne de Prusse et de Pologne. Les Français sont commandés par Napoléon Ier et les Prussiens par le général de Hohenlohe.
S'assurant d'une position en surplomb dès le début de la bataille, Napoléon y remporte une victoire totale qui, couplée à celle d'Auerstaedt du maréchal Davout, précipite la fuite de l'armée prussienne, augurant déjà la fin de la campagne de Prusse.

## Contexte
En août 1806, l'hégémonie française semble assurée en Europe : l'Autriche désarmée ; le Royaume-Uni, ruiné par la guerre et démoralisé par la victoire française d'Austerlitz, fait tout pour trouver un accord avec la France, surtout depuis que William Pitt, décédé, a été remplacé par Charles James Fox ; le royaume de Naples est occupé, obligeant son roi à s'exiler en Sicile.
Pourtant, Frédéric-Guillaume III de Prusse est mécontent que Napoléon réorganise, sans le tenir informé, le Saint-Empire en confédération du Rhin. Selon lui, cette nouvelle organisation est trop favorable à la France : les principaux États la composant sont des protectorats français. De plus, Napoléon voudrait restituer le Hanovre à son ancien souverain, qui est le roi d'Angleterre. Or, depuis environ six mois, ce territoire est occupé par la Prusse, en échange de sa neutralité, alors que la Grande Armée est occupée en Bavière et en Moravie contre les unités russes et autrichiennes de la Troisième Coalition.
Pendant les mois d'août et septembre 1806, la reine de Prusse, Louise de Mecklembourg-Strelitz, attise la haine de l'armée et de la population contre la France, avec qui la Prusse est en paix depuis le traité de Bâle (1795) ; les officiers se plaisent à aiguiser leurs sabres sur les marches de l'ambassade de France à Berlin tandis que Frédéric-Guillaume III de Prusse lance à qui veut l'entendre :

« Pas besoin de sabres, les gourdins suffiront pour ces chiens de Français. »

Le tsar Alexandre Ier et Frédéric-Guillaume III de Prusse se rencontrent à Potsdam, et jurent sur le tombeau de Frédéric II de Prusse de ne jamais se séparer avant la victoire sur la France.
La Prusse, la Russie, la Suède et la Saxe forment la Quatrième Coalition le 9 août 1806  et mobilisent leurs troupes. Le Royaume-Uni la rejoint après la mort de son Premier ministre Fox le 14 septembre 1806.
L'armée prussienne est divisée en trois groupes, commandés par le duc de Brunswick-Wolfenbüttel (70 000 hommes), le prince de Hohenlohe (50 000 hommes) et le général Ernst von Rüchel (30 000 hommes).
Le 4 octobre 1806, Napoléon reçoit un ultimatum l'invitant à se retirer de la rive droite du Rhin avant le 8 octobre. Le 6, il fait lire à la Grande Armée un bulletin qui annonce :

« Soldats ! L'ordre de votre rentrée en France était déjà donné, des fêtes triomphales vous attendaient. Mais des cris de guerre se sont fait entendre à Berlin. Nous sommes provoqués par une audace qui demande vengeance. »

## Bataille

### Campagne précédant la bataille
La Grande Armée (180 000 hommes) envahit la Prusse, ayant pour objectif Berlin. L’avant-garde, sous les ordres du maréchal Lannes, repousse un corps prussien à Saalfeld le 10 octobre. Le prince Louis Ferdinand de Prusse, le neveu du grand Frédéric, y trouve la mort en combat singulier. L’armée prussienne résiste. La cavalerie de Murat est envoyée en reconnaissance dans la plaine de Leipzig, mais sans résultat. En fait, les Prussiens ont décidé de se replier vers le nord, ne laissant sous les ordres de Hohenlohe qu'une forte arrière-garde à Iéna. Napoléon s'y dirige alors avec le gros de ses troupes. Il donne l'ordre à Davout de marcher sur Naumbourg, à une soixantaine de kilomètres au sud de Leipzig, pour prendre l'ennemi à revers et frapper ses arrières. Bernadotte est laissé en réserve, sur les hauteurs de Dornbourg, et doit prêter main-forte à Davout en cas de problèmes. Napoléon à Iéna et Davout à Naumbourg, les deux points importants de la Saale sont ainsi occupés.
Un léger accrochage entre les avant-gardes française et prussienne à Winzerla (de) se termina en victoire française, avec la prise du village par le général Claparède et ses carabiniers du 17e léger. Les prisonniers faits à ce moment informèrent la Grande Armée que l'armée prussienne était placée entre Iéna et Weimar.

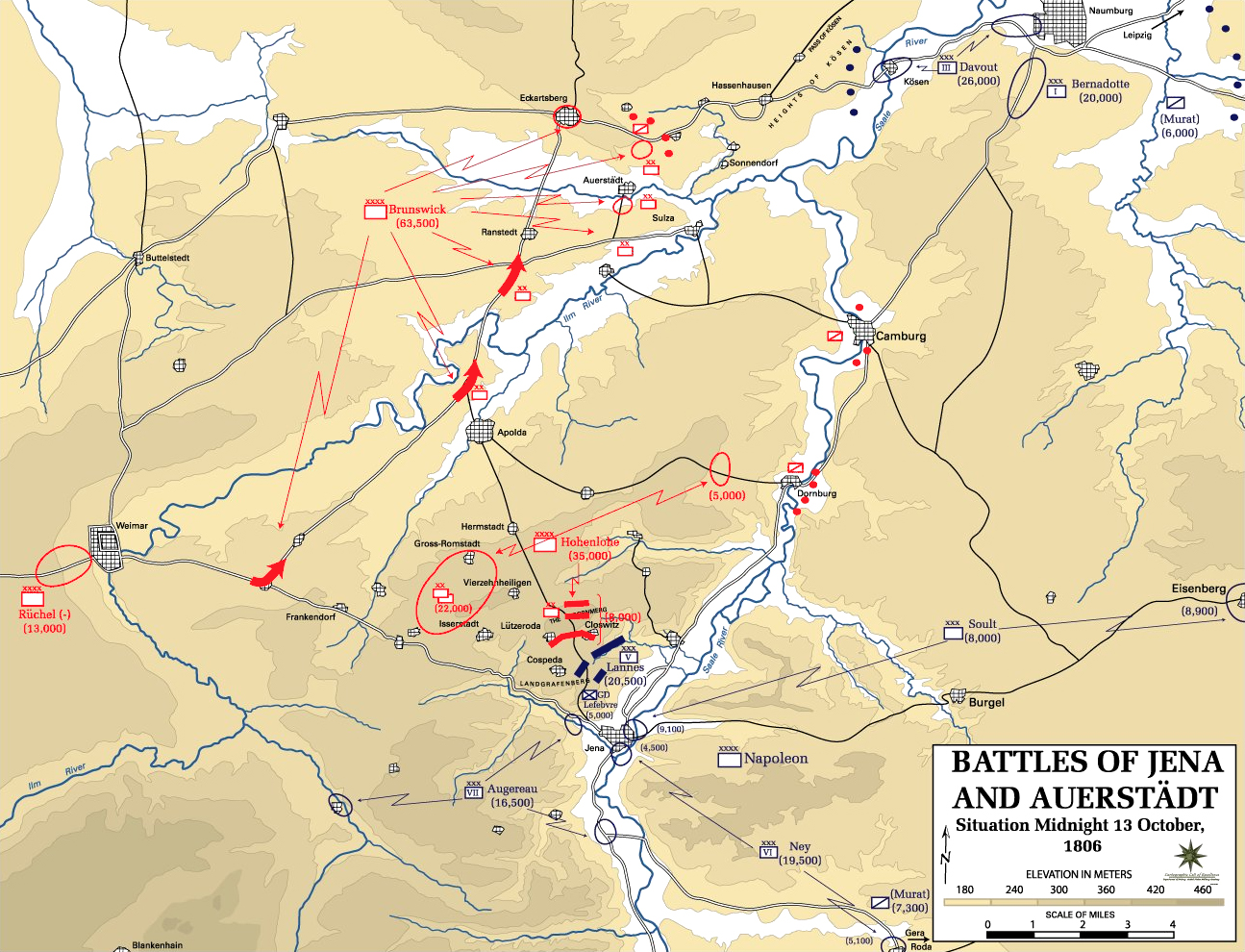
Carte de la bataille d'Iéna.

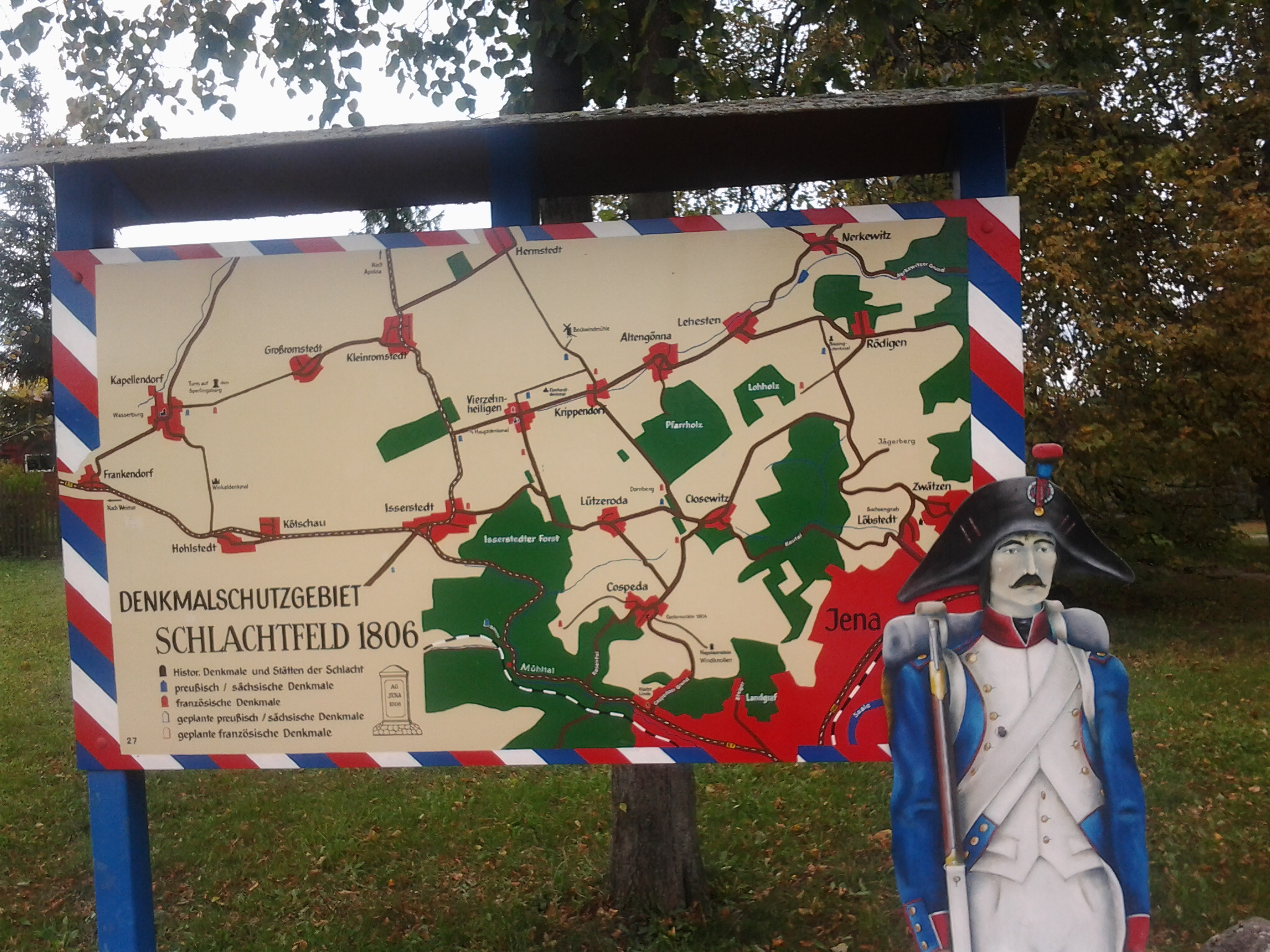
Carte du champ de bataille et des monuments sur un panneau à près d'Iéna.

### Forces en présence
L'armée prussienne est divisée en deux colonnes : une sous le commandement du duc de Brunswick-Œls, et l'autre sous les ordres de Hohenlohe avec 50 000 hommes et 120 canons, dont l'ensemble du contingent saxon. Brunswick a pour but de protéger la retraite du premier. C'est le corps de Hohenlohe qui soutiendra l'affrontement avec Napoléon.
Les forces françaises comprennent le 4e corps de Soult, le 5e de Lannes, le 6e de Ney et le 7e d'Augereau (ces deux derniers sont incomplets au début de la bataille), et la Garde impériale, soit 55 000 hommes. La réserve de cavalerie s'y ajoute, soit 10 000 hommes. L'artillerie comprend 173 canons. Le tout est commandé directement par Napoléon.

### Arrivée des troupes françaises
Le 13 octobre, à la tombée de la nuit, Lannes arrive devant Iéna, que les Prussiens viennent d'abandonner. La majeure partie du corps contourne la ville par les routes de Weimar et de Naumbourg. La ville est ravagée par les incendies nés des pillages ; ce site convient mal pour une bataille rangée. Il s'agit d'une vallée très encaissée, entourée d'une dense forêt. Au nord-ouest, le plateau de Landgrafenberg atteint 350 mètres, mais les Prussiens ont négligé de le garder, estimant ses pentes infranchissables.
Le futur général Marbot, à l'époque aide de camp d'Augereau, raconte que c'est un prêtre saxon, n'admettant pas l'alliance forcée de son pays avec la Prusse, qui guida l'état-major de Lannes, par un sentier étroit et caillouteux, qui servait habituellement à conduire les chèvres jusqu'au sommet. Le journal du 5e corps précise uniquement que les éclaireurs de Suchet trouvèrent un moyen d'arriver sur les hauteurs. Quoi qu'il en soit, l'armée française avait trouvé un moyen de monter sur le plateau. Sitôt prévenu, Napoléon fait armer ses bataillons de pics et de pelles pour élargir le passage afin de faire passer l'artillerie française, bloquée en bas du chemin. L'Empereur dirigeait lui-même l'opération, n'hésitant pas à encourager et aider ses soldats. Tout le centre était « massé » sur ce plateau, la poitrine de chaque homme touchant le dos du soldat placé devant lui. Les Prussiens entendent enfin les préparatifs français, mais le brouillard est très dense, ce qui permet au corps d'attaquer seul pour gagner un maximum de terrain afin de se déployer correctement. La seule route d'accès vers la vallée est bien gardée par les troupes saxonnes.
Napoléon improvise aussitôt une manœuvre inverse de celle d'Austerlitz : il conquiert à l'insu de son ennemi un plateau qui lui assure une situation dominante. Il surplombe ainsi l'armée prussienne concentrée juste devant lui. Mais il surestime tout de même le rassemblement prussien, ne se doutant pas que la seconde partie de l'armée prussienne marche alors sur Naumbourg en direction des unités de Davout. Son corps affronte à Auerstaedt des forces deux fois supérieures en nombre.

### Déroulement de la bataille

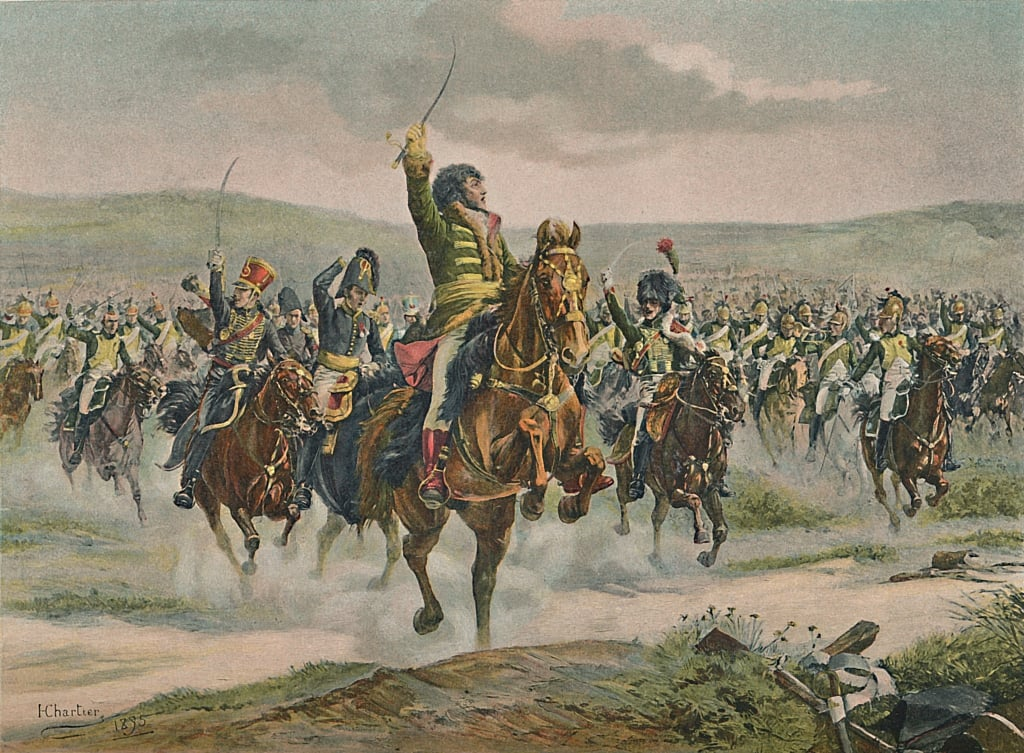
La charge du maréchal Murat.

L'armée française progresse : le 5e corps de Lannes se trouve déjà sur le plateau, massé sur plusieurs lignes. À sa gauche, le 7e corps d'Augereau avance depuis le matin ; la division Desjardins vient se placer à côté des troupes de Lannes, tandis que le reste de ses troupes passe sur la route d'Iéna à Weimar, toute en lacets. Le 6e corps de Ney avance à droite de Lannes, avec en avant-garde 3 000 hommes. Le 4e corps de Soult, enfin, monte de la vallée de la Saale, à droite du dispositif.
La Garde impériale est en retrait, entre Augereau et Lannes, ainsi que la cavalerie de Murat, placée à l'extrême droite. En revanche, l'armée prussienne entre en ordre de bataille, en deux colonnes parfaitement alignées, comme pendant la guerre de Sept Ans. Le corps du prince von Rüchel (30 000 hommes) est placé sur le flanc droit prussien, en renfort. Mais celui-ci trop éloigné, ne peut participer immédiatement à la bataille.
À six heures du matin, Napoléon donne l'ordre de l'attaque. Les Prussiens, mal réveillés et ébahis, s'attendent à voir déboucher les Français sur leur droite. Les troupes de Lannes lancent les premiers combats : la brigade Claparède s'empare du village de Closewitz (de), la division Gazan prend possession à sa droite de vingt-et-un canons ennemis ; le terrain entre Closewitz et Cospeda (de) est conquis, l'armée ennemie rejetée sur Lützeroda (de). Napoléon est alors maître du sommet du plateau, et ralentit la progression de l'armée afin que les 4e et 6e corps entrent en scène. L'avant-garde de Ney s'intercale entre Lannes et Augereau, et la seconde phase de la bataille débute.

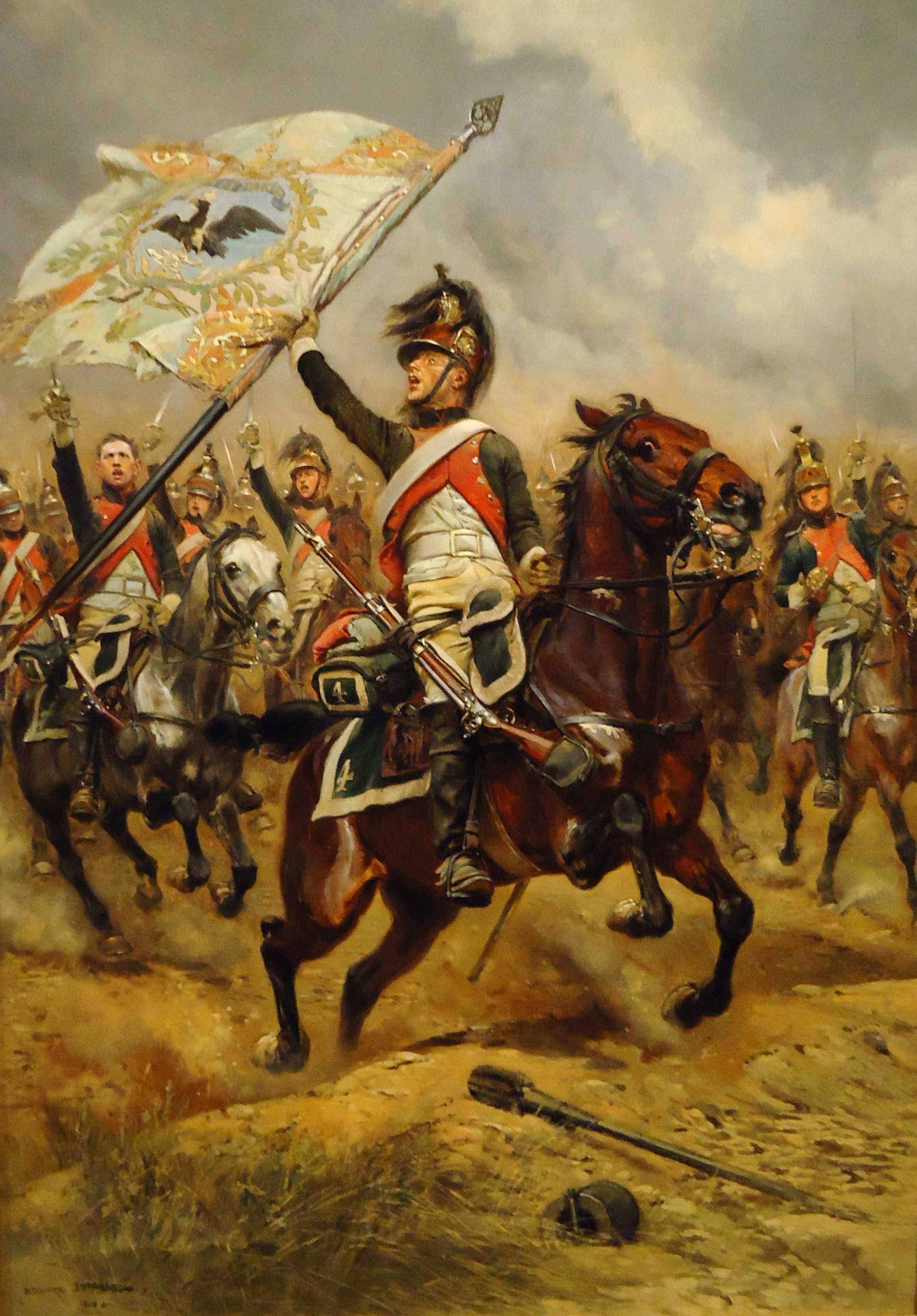
« Le Trophée » (capture d'un drapeau prussien par un soldat du 4e régiment de Dragons à Iéna) par Édouard Detaille.

Les Prussiens soutiennent avec succès l'assaut d'Augereau, mais il s'agit d'une opération de diversion. Lannes se dirige d'abord sur le centre du dispositif prussien, à Vierzehnheiligen (de) ; le village est pris par deux régiments des divisions Suchet et Gazan, et soutiennent le feu prussien. Le 5e corps bouscule la réserve du général Tauentzien ; Hohenlohe fait reculer Tauentzien et avancer la division Grawert pour maintenir la ligne. Lannes prend alors la tête du 100e régiment pour s'emparer des hauteurs de droite, mais doit être secouru par le 103e du général Gazan. Peu après, la division Grawert menace Vierzehnheiligen, et Lannes doit rallier ses troupes pour charger. Soult progresse par la droite en écartant la menace du général Holtzendorff. Augereau avance par la gauche et se heurte à la division saxonne von Zerschwitz.
Napoléon stabilise le front en alignant ses ailes par rapport à son centre, mais Ney, enthousiaste, continue son avancée et fait charger ses troupes. Il se retrouve vite au milieu des lignes adverses. Hohenlohe contre-attaque avec toute sa cavalerie, soit vingt escadrons. Aidé de l'artillerie, Ney redresse la situation.
Le général Massenbach rejoint son ami Hohenlohe au moment où la situation devient critique. Vers midi, les lignes prussiennes sont enfoncées. Les Saxons au sud tentent de porter assistance au centre prussien mais se heurtent au corps d'Augereau qui les repousse. L'arrivée de la cavalerie de Murat sonne la fin de la seconde phase. L’armée prussienne entame son repli quand apparaît la colonne du général von Rüchel aux alentours du village de Kapellendorf, marchant au canon. Celle-ci arrive trop tard pour sauver ce qui reste des Prussiens, et ces renforts ne tiennent pas face à l'élan des troupes impériales toujours plus nombreuses sur le plateau. En peu de temps, ces forces se joignent aux soldats en fuite qui quittent le champ de bataille.

### Suites de la bataille
Contrairement à Austerlitz, où seule la cavalerie de Murat s'était élancée sur les traces des Russes et des Autrichiens battant en retraite, sans intention de détruire ce qui restait de l'armée ennemie, Napoléon donne cette fois l'ordre à un nombre important de soldats de s'élancer sur les traces des vaincus. Murat progresse si vite qu'il saisit à l'entrée de Weimar l'artillerie et les bagages des Prussiens. La reine Louise de Prusse, « âme damnée » de la guerre, s'enfuit par une porte de la ville tandis que les Français entrent par l'autre.

### Pertes
Les troupes coalisées subissent de lourdes pertes : 49 généraux (dont 19 saxons), 263 officiers et 12 000 hommes, tués ou blessés, 14 000 prisonniers, 40 drapeaux et 200 canons capturés.
Les Français perdent 6 087 hommes, tués ou blessés, dont six officiers supérieurs (dont le colonel Marigny du 20e régiment de chasseurs à cheval) et 288 officiers.

## Conséquences

### Conséquences immédiates
La bataille d'Iéna est combinée à celle d'Auerstaedt, qui se déroule le même jour, et voit le triomphe de Davout, qui avec seulement 27 000 hommes, vainc les 61 000 soldats de Brunswick, occasionnant la perte de 3 000 prisonniers, de 10 000 tués et de 115 canons perdus pour l'armée prussienne ; les Français y perdent 7 000 hommes. L'armée prussienne perd donc dans la même journée environ 40 000 hommes et toute son artillerie. Ces défaites jettent les Prussiens dans le désarroi. Ainsi, on vit 500 hussards français commandés par le général Lasalle capturer à eux seuls et sans résistance une forteresse ennemie. Il n'y a plus d'armée prussienne. Le 17 octobre 1806, Bernadotte écrase le duc de Wurtemberg au combat de Halle.
Dès le lendemain de la bataille, Napoléon fait mander les officiers saxons prisonniers et leur fait jurer de ne plus prendre les armes contre lui. Les chevaux des cavaliers saxons permettront la remonte des dragons à pied français. Diplomatiquement, des pourparlers sont engagés avec le prince électeur de Saxe, qui rejoindra l'alliance française et la confédération du Rhin quelques semaines plus tard, y gagnant ainsi un titre de roi.
Le même jour, à 4 lieues d'Iéna, le maréchal Davout écrasait à Auerstaedt l'armée du duc de Brunswick.

Les résultats de cette double victoire furent immenses. L'armée prussienne était anéantie, ses débris fuyaient dans un désordre inexprimable. Toutes les places fortes de la Prusse se rendent. L'armée française entre à Berlin, qu'elle devait occuper pendant trois années consécutives. En un mois la monarchie prussienne avait cessé d'exister, un préfet français commande à Berlin.

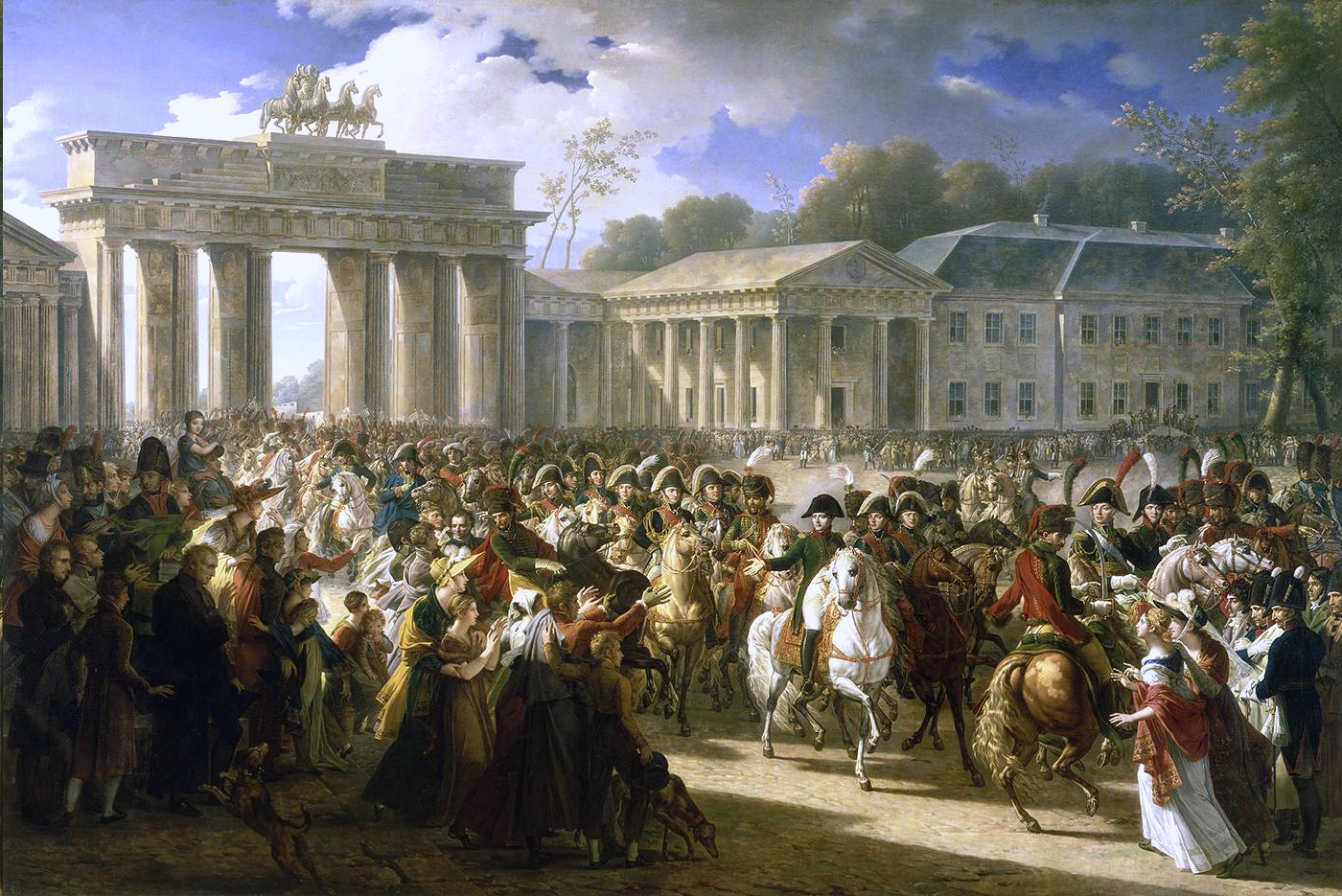
Napoléon entre à Berlin à la tête de ses troupes. Charles Meynier, 1810.

Le 27 octobre 1806, soit moins d'un mois après être entré en campagne, Napoléon entre à Berlin. Le 28, la cavalerie de Murat soutenue par l'infanterie de Lannes capture le prince de Hohenlohe et toute son armée (16 000 hommes, six régiments de cavalerie, 60 canons et autant de drapeaux). Le 7 novembre, Blücher capitule à Lübeck. Enfin, Ney met fin à la chasse à courre, selon l'expression d'un général prussien, s'empare de Magdebourg, et capture 15 000 hommes et un parc d'artillerie de plusieurs centaines de canons, fraîchement livrés par les Britanniques.
L'armistice est signé le 30 novembre. Le sort de la Prusse est décidé après la défaite de son allié russe à Friedland, le 9 juillet 1807 par le second traité de Tilsit. Elle est amputée de la moitié de son territoire et de la majorité de ses places fortes (Magdebourg, Erfurt, Stettin, Graudenz, Dantzig), la plupart à l'ouest de l'Elbe. Elle perd 5 millions d'habitants et doit payer une indemnité de guerre d'un montant considérable de 120 millions de francs de l'époque.

### Conséquences dans l'histoire allemande
La défaite d’Iéna va déclencher un violent nationalisme allemand qui conduira à l'unification de la nation allemande au cours du XIXe siècle.
La défaite prussienne provoque un traumatisme au sein de l’élite prussienne et allemande. Des réformateurs tels que Clausewitz (qui a participé à la bataille) et Fichte prennent alors conscience de la nécessité de transformer la vieille Allemagne en un État moderne et unifié afin de rivaliser avec la France. Les Allemands, humiliés et fascinés par l’occupation française, se voient contraints d'importer certains éléments du modèle révolutionnaire français pour prendre leur revanche. La France sert donc à la fois de modèle et de repoussoir pour l’unité allemande : le nationalisme allemand, teinté de francophobie, se nourrit du libéralisme politique issu de la Révolution française. Suivant les régions, la vision est également différente : la Rhénanie considère plus positivement l'empereur des Français que la Prusse.
La vision d'Otto von Bismarck, premier ministre de Prusse de la seconde moitié du XIXe siècle, et tenant d'une guerre franco-allemande pour fonder l'unité germanique, a d'ailleurs été résumée par la formule lapidaire : « Sans Iéna, pas de Sedan ».
D'après Vincent Desportes, la défaite d'Iéna entraîne la création en Prusse de la première école de guerre qui devint le modèle de l'école en Prusse puis en France après 1870,.
L'unité Allemande se réalisera en 1871 après la défaite de Sedan.

## Analyse
D'après l'historien Martin Van Creveld, « [Napoléon] a complètement oublié deux de ses corps d'armée, n'a pas donné d'ordres à un troisième et peut-être même à un quatrième, et a été pris par surprise par l'action du cinquième. [...] En dépit de toutes ces fautes de commandement, Napoléon a remporté ce qui fut probablement le plus grand triomphe de sa carrière ».

## Commémoration
Une stèle est présente sur le plateau du Landgrafensberg, décorée d'un « N » couronné, et marque l'endroit où Napoléon aurait fait monter son artillerie la veille de la bataille. Une citation de l'historien Golo Mann, fils de Thomas Mann, se trouve sur le revers du monument : « Pendant plus d'un siècle, l'Allemagne s'est nourrie d'une grande haine et d'une encore plus grande admiration pour Napoléon ».
Le tableau d'Horace Vernet a été commandé, à la suite du Salon de 1835 pour la collection Louis-Philippe. Il est mentionné dans la galerie des Batailles du Château de Versailles dans l’inventaire de 1850.

## Littérature
Dans Une ténébreuse affaire, Honoré de Balzac présente Napoléon à la veille de la bataille d'Iéna. Au moment où Laurence de Cinq-Cygne vient lui demander la grâce de condamnés en disant : « Ils sont tous innocents », Napoléon lui montre le campement de ses armées : « Ceux-là sont certainement innocents, et demain, trente mille hommes auront péri » répond-il.
Hegel, qui était alors professeur à l'université d'Iéna, avait complété son « chef-d'œuvre », la Phénoménologie de l'Esprit, pendant que la bataille faisait rage. Hegel considérait que cette bataille était « la fin de l'Histoire », en termes d'évolution des sociétés humaines vers ce qu'il appelait « l'État universel et homogène ». Hegel déclare d'ailleurs, après avoir vu passer Napoléon sur son cheval près de l'université d'Iéna le jour-même : « J'ai vu l'Empereur — cette âme du monde — sortir de la ville pour aller en reconnaissance ; c'est effectivement une sensation merveilleuse de voir un pareil individu qui, concentré en un point, assis sur un cheval, s'étend sur le monde et le domine ».
Le thème de « fin de l'Histoire » sera repris par Kojève qui verra ensuite la réalisation de « l'État universel et homogène » de Hegel dans Staline puis dans la « construction européenne » dont il est un des activistes jusqu'à sa mort en 1968. Avec la chute du communisme, le thème revient dans le livre de Francis Fukuyama, La Fin de l'histoire et le Dernier Homme, qui voit l'unification du monde sous l'emblème de la « démocratie libérale ».

## Jeux d'histoire
- Frédéric Bey, Iéna 1806, série Jours de Gloire, revue Vae Victis no 71, 2006.
- Denis Sauvage, Napoléon 1806, la campagne de Prusse, éditions Shakos[22].
- 1806 IENA, 1996, Tilsit Edition. Version originale par Clash of Arms Games (1993).